# بالیگرود
بالیگرود (به لهستانی:  Baligród) یک روستا در لهستان است که در گمینا بالیگرود واقع شده‌است. بالیگرود ۶۸٫۸ کیلومتر مربع مساحت و ۱٬۴۶۸ نفر جمعیت دارد و ۳۴۰ متر بالاتر از سطح دریا واقع شده‌است.